# Catherine Gale
Le docteur Catherine Gale (surnommée « Cathy » Gale) est un personnage fictif de la série télévisée britannique Chapeau melon et bottes de cuir interprété par l’actrice anglaise Honor Blackman. Troisième partenaire de l'agent John Steed (et première partenaire féminine), elle apparaît dans les saisons 2 et 3, jouant dans 43 épisodes de la série (17 de la saison 2 et la totalité de la saison 3). Elle est docteur en anthropologie et participe aux enquêtes de Steed en tant que talented amateur.
Ce personnage a acquis une grande importance dans l'histoire de la série télévisée en étant le premier personnage féminin d'une série à être l'égal d'un homme en tous domaines, le surpassant même dans certains cas. Elle est également l'instigatrice des « bottes de cuir » qu'elle porte souvent (rôle faussement attribué à Emma Peel).

## L'arrivée du personnage et son contexte
En 1962, la série traverse une période de crise : Ian Hendry, qui tenait le rôle principal de la série dans la saison 1 ne veut pas renouveler son contrat. Pour assurer la pérennité de la série, Patrick Macnee, qui incarne John Steed, le faire-valoir du Dr. Keel (le personnage d'Hendry) devient le premier rôle et on décide de lui adjoindre un autre comparse : le Dr. King (Jon Rollason). Tous deux joueront dans les trois premiers épisodes de la saison 2, le temps de trouver un autre partenaire digne de ce nom.
Mais les essais des différents comédiens pour devenir le complice de Steed ne sont guère satisfaisants. Sydney Newman, créateur et producteur de la série, va alors proposer une idée inédite et hautement risquée pour l'époque mais qui va se révéler payante car bouleversant les codes des séries télévisées : proposer non pas un mais une partenaire. Et de surcroît une femme forte, capable de se défendre, de tenir tête au héros, d'une grande intelligence ; et plus encore : elle n'aurait avec lui que des rapports strictement professionnels. Bref, le prototype de la femme moderne. Cette idée est d'autant plus remarquable que le féminisme n'en est qu'à ses premiers balbutiements à l'époque. Malgré une certaine opposition à ce choix d'orientation, Newman a le dernier mot et l'équipe finit par engager Honor Blackman qui n'avait jusque-là fait que quelques films. Elle était également douée en judo ce qui explique aussi que la comédienne ne fut pas doublée dans les scènes de combat des épisodes.
Honor Blackman se saisit rapidement du rôle et dès le deuxième épisode où elle intervient (dans le premier, Missive de Mort, elle est très souriante) campe un personnage haut en couleur dont la relation avec son partenaire masculin va se révéler pleine d'étincelles. Les audiences de la série commencent alors à décoller, le public étant agréablement surpris par ce duo inattendu.

## Le personnage
La personnalité du Dr Gale est complexe mais globalement plus sombre que celle des autres partenaires. Elle n'hésite pas à charmer ses interlocuteurs par son regard et son sourire. Pour Steed, ce sera avec sa répartie, son caractère indépendant voire colérique. Elle a une intelligence froide et méthodique et une bonne culture générale sans avoir le génie d'Emma Peel. Dans l'épisode La Naine Blanche, elle n'est nullement perturbée par l'annonce de la fin du monde imminente. Son mari est mort en Afrique et elle n'est pas remariée. C'est après cela qu'elle rentre à Londres pour y passer son doctorat. Elle conserve un goût pour les voyages et les décorations de style safari. Nous apprenons aussi qu'elle est engagée dans l'humanitaire. Elle boit de l'alcool, mais assez modérément. Cependant, elle fume et possède un fume cigarette. Il y a une recherche visible dans ses tenues et sa coiffure.

## Le départ
L'actrice quitte la série pour tourner dans James Bond. Des allusions sont faites de manière à sous-entendre qu'il pourrait s'agir de la même Cathy Gale en couverture. Elle dit partir pour des vacances à la fin du dernier épisode de la troisième saison Le Quadrille des Homards bien qu'il lui offre un maillot de bain on peut noter que leur relation stagnait au rang d'amitié. Steed recevra d'elle une carte postale.